# Vijf Meihal
La Vijf Meihal è una arena polivalente situata nella città di Leida.
L'Arena venne aperta nel 1968, e ristrutturata nel 2010. Al suo interno si svolgono anche manifestazioni culturali, eventi e concerti.